# Тур Малой Польши
Тур Малой Польши (англ. Tour of Malopolska, пол. Małopolski Wyścig Górski) — шоссейная многодневная велогонка, проходящая по территории Польши с 1961 года.

## История
Впервые гонка прошла в 1961 году, её старт и финиш располагались в Кракове. С тех пор гонка проводится ежегодно за исключением 1992 и 1993 годов и считается одной из старейших в Польше.
До 2002 года включительно была любительской или в проходила в рамках национального календаря. В 2003 стала профессиональной, получив категорию 2.5. В 2005 году вошла в только что образовавшийся Европейский тур UCI с категорией 2.2. До 2008 года проходила в начале августа. С 2009 года, за редким исключением, в середине июня.
Маршрут гонки проходит по территории Малопольского воеводства. Её дистанция обычно состоит из 3 или 4 этапов, а также пролога, результаты которого не входят в генеральную классификацию. Самый распространенный пролог — уличный критериум «Золотого кольца Кракова», разыгрываемый вокруг рыночной площади Кракова (в некоторых годах прологом была индивидуальная гонка к кургану Костюшко или критериум вокруг Вавеля). Иногда в формате индивидуальной гонки на время проводится один из этапов. Некоторые этапы имеют гористый или горный профиль и характеризуются большим количеством сложных подъёмов. 
Самым известным подъёмом на маршруте была улица Николая Коперника в Величке — участок протяжённостью 1000м с перепадом высоты 100 метров в основном вымощенный брусчаткой неправильной формы.
Организатором гонки выступает одна из крупнейших региональных ежедневных газет Польши — Gazeta Krakowska. 

## Призёры

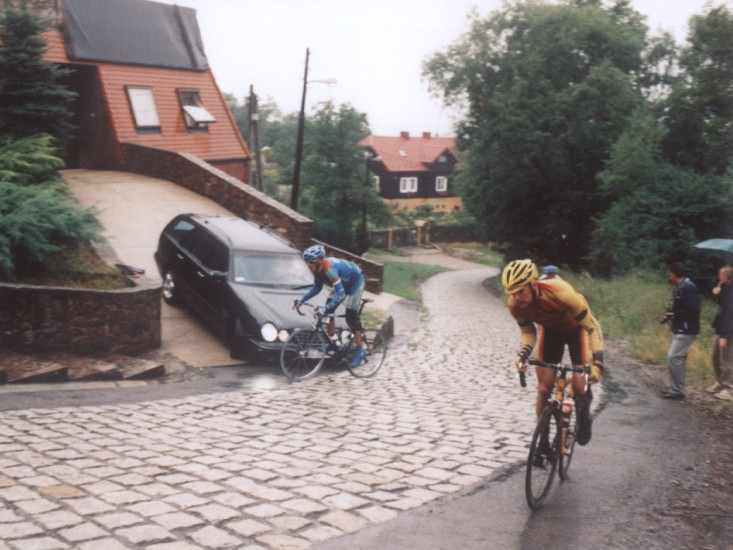
Подъём по улице Николая Коперника в Величке. 2007 год.

| Год                     | Победитель          | Второй               | Третий              |
| ----------------------- | ------------------- | -------------------- | ------------------- |
| 1961                    | Рене Штьеж          | Адам Генка           | Анджей Пихачек      |
| 1962                    | Антони Палка        | Бенедикт Башчик      | Франтишек Зурмински |
| 1963                    | Франтишек Зурмински | Ян Маджера           | Бенедикт Башчик     |
| 1964                    | Юзеф Дилик          | Зыгфрыд Видера       | Эмиль Шпитальны     |
| 1965                    | Мариан Форма        | Владислав Козловский | Антони Палка        |
| 1966                    | Чеслав Полевяк      | Эмиль Шпитальны      | Павел Швидерски     |
| 1967                    | Хенрик Возняк       | Франтишек Зурмински  | Тадеуш Прасек       |
| 1968                    | Мариан Форма        | Антони Палка         | Рышард Запала       |
| 1969                    | Богдан Лангевич     | Мариан Наврот        | Виктор Кохут        |
| 1970                    | Ян Бачковски        | Ян Былицкий          | Ян Смирак           |
| 1971                    | Збигнев Кшешовец    | Щепан Климчак        | Войцех Матусяк      |
| 1972                    | Эдвард Барцик       | Луцьян Лис           | Станислав Шозда     |
| 1973                    | Ежи Ржепка          | Флориан Анджеевский  | Тадеуш Охот         |
| 1974                    | Рышард Шурковский   | Станислав Шозда      | Ханс-Йоахим Хартник |
| 1975                    | Януш Ковальский     | Эдвард Барцик        | Войцех Матусяк      |
| 1976                    | Станислав Шозда     | Тадеуш Мытник        | Тадеуш Завада       |
| 1977                    | Рышард Шурковский   | Юзеф Колопайло       | Ян Бжезный          |
| 1978                    | Тадеуш Мытник       | Флориан Анджеевский  | Бронислав Эбель     |
| 1979                    | Кшиштоф Суйко       | Рышард Шурковский    | Мечислав Новицкий   |
| 1980                    | Роман Чесляк        | Тадеуш Мытник        | Збигнев Щепковский  |
| 1981                    | Чеслав Ланг         | Мечислав Корыцкий    | Збигнев Красняк     |
| 1982                    | Ян Музыка           | Збигнев Щепковский   | Богдан Водок        |
| 1983                    | Роман Чесляк        | Павел Ковальский     | Анджей Олексевич    |
| 1984                    | Тудеуш Кравчик      | Павел Бартковяк      | Ежи Ягела           |
| 1985                    | Збигнев Альбин      | Анджей Сыпытковский  | Дариус Кайзер       |
| 1986                    | Павел Бартковяк     | Зенон Яскула         | Анджей Сыпытковский |
| 1987                    | Анджей Сыпытковский | Мечислав Карлович    | Тило Фурман         |
| 1988                    | Здзислав Крудыш     | Кшиштоф Соберай      | Мариан Голдын       |
| 1989                    | Збигнев Пёнтек      | Славомир Фрейовски   | Ян Сковронек        |
| 1990                    | Анджей Мачковски    | Збигнев Спрух        | Збигнев Пёнтек      |
| 1991                    | Яцек Бодек          | Збигнев Пёнтек       | Радослав Романик    |
| 1992-1993не проводилась |                     |                      |                     |
| 1994                    | Пётр Пжидзял        | Радослав Романик     | Кшиштоф Дрождз      |
| 1995                    | Томаш Брожина       | Карстен Ниманн       | Радослав Романик    |
| 1996                    | Анджей Межеевский   | Томаш Клочко         | Гжегож Гвяздовски   |
| 1997                    | Дайнис Озолс        | Петр Хмелевский      | Анджей Сыпытковский |
| 1998                    | Збигнев Пёнтек      | Петр Хмелевский      | Радослав Романик    |
| 1999                    | Томаш Брожина       | Радослав Романик     | Петр Хмелевский     |
| 2000                    | Гжегож Росолиньски  | Павел Недзьвецки     | Збигнев Пёнтек      |
| 2001                    | Збигнев Пёнтек      | Алексей Наказной     | Пётр Пжидзял        |
| 2002                    | Радослав Романик    | Цезарий Замана       | Збигнев Пёнтек      |
| 2003                    | Цезарий Замана      | Бартош Хузарски      | Радослав Романик    |
| 2004                    | Ондржей Фадрны      | Себастьян Скиба      | Роберт Радош        |
| 2005                    | Цезарий Замана      | Бартош Хузарски      | Радослав Романик    |
| 2006                    | Марек Руткевич      | Марек Мацеевский     | Марцин Сапа         |
| 2007                    | Матеуш Комар        | Радослав Романик     | Давид Крупа         |
| 2008                    | Марцин Сапа         | Мариуш Витецки       | Сергей Фирсанов     |
| 2009                    | Артур Детко         | Яцек Морайко         | Матеуш Мроз         |
| 2010                    | Яцек Морайко        | Алессандро Бертуола  | Матеуш Тачак        |
| 2011                    | Томаш Марчински     | Марек Руткевич       | Лукаш Боднар        |
| 2012                    | Марек Руткевич      | Павел Цеслик         | Мариуш Витецки      |
| 2013                    | Лукаш Боднар        | Павел Цеслик         | Йиржи Гудечек       |
| 2014                    | Максимилиан Верда   | Павел Бернас         | Павел Цеслик        |
| 2015                    | Марко Кумп          | Виталий Буц          | Мартин Грён         |
| 2016                    | Матеуш Тачак        | Андрей Братащук      | Домен Новак         |
| 2017                    | Мацей Патерский     | Павел Бернас         | Йонас Грегор Вилсли |
| 2018                    | Амару Антунеш       | Павел Цеслик         | Анатолий Будяк      |
| 2019                    | Адам Стаховяк       | Анатолий Будяк       | Андреа Ди Ренцо     |
| 2020                    | Войцех Репа         | Торстен Трэен        | Пётр Брожина        |
| 2021                    | Михал Шлегель       | Павел Цеслик         | Анатолий Будяк      |
| 2022                    | Йонас Рапп          | Rainer Kepplinger    | Якуб Отруба         |
| 2023                    | Мартон Дина         | Марцин Будзинский    | Адам Тупалик        |
| 2024                    | Риккардо Цойдль     | Мартон Дина          | Йонас Рапп          |